# وونگ زی هو
وونگ زی هو (انگلیسی: Wong Tsz Ho؛ زادهٔ ۷ مارس ۱۹۹۴) بازیکن فوتبال اهل هنگ کنگ است.
از باشگاه‌هایی که در آن بازی کرده‌است می‌توان به باشگاه ایسترن اسپورتز اشاره کرد.
وی همچنین در تیم‌های ملی فوتبال زیر ۲۳ سال هنگ کنگ و هنگ کنگ بازی کرده‌است.